# Claudio Caamaño Vélez
Claudio Antonio Caamaño Vélez (n. 27 de diciembre de 1986, Los Frailes, Santo Domingo Este) es un agrónomo, abogado y político dominicano. Actualmente se desempeña como director ejecutivo de la Comisión de Fomento y Tecnificación del Sistema Nacional de Riego. Es también vicepresidente ejecutivo de la Fundación Francisco Alberto Caamaño Deñó y miembro del Partido Revolucionario Moderno (PRM).
En 2010 dio la vuelta a pies a la República Dominicana, 1,225 kilómetros en 41 días, promoviendo los valores; y en 2013 lo hizo en bicicleta, 1,748 kilómetros en 19 días, por el medioambiente.
Participó activamente en Las Cadenas Humanas Contra la Corrupción y el Movimiento Marcha Verde Contra la Impunidad.

## Biografía
Caamaño Vélez es hijo del coronel Claudio Caamaño Grullón (1938–2016), héroe constitucionalista y guerrillero, y de Fabiola Julia Vélez Catrain (2021). Egresó de la Escuela de Agronomía del Instituto Politécnico Loyola y realizó estudios agroindustria en Italia. Se licenció en derecho en la Universidad Autónoma Santo Domingo y cursó una maestría en Alta Gerencia Partidos Políticos.

Se ha dedicado a la defensa los derechos humanos, el medio ambiente y la soberanía nacional. Fue uno los que se opuso a la construcción una terminal autobuses cerca del parque Mirador Este, así como al contrato con la empresa minera Barrick Gold.
Fue profesor para la Escuela de Agronomía del Instituto Politécnico Loyola, impartiendo las materias de Introducción a la Agropecuaria, Educación Ambiental y Prácticas de Finca; posteriormente para el Departamento de Ciencias Sociales impartiendo Cívica y Legislación y Ética. Ha participado en movimientos cívicos como Las Cadenas Humanas Contra la Corrupción y Marcha Verde.
En 2010 dio la vuelta a pies a la República Dominicana, 1,225 kilómetros en 41 días, promoviendo los valores; y en 2013 lo hizo en bicicleta, 1,748 kilómetros en 19 días, por el medioambiente.
Dedicado la mayor parte de su ejercicio profesional al desarrollo de proyectos agrícolas, especializándose en estudios de factibilidad técnica y económica.
En 2019 se juramentó en el PRM como candidato a diputado por la circunscripción 3 la provincia Santo Domingo, pero no resultó electo.
En abril de 2021 fue designado por el presidente Luis Abinader como director ejecutivo Comisión Fomento y Tecnificación Sistema Nacional Riego, con el objetivo mejorar eficiencia productiva sector agropecuario.
Es vicepresidente ejecutivo de la Fundación Francisco Alberto Caamaño Deñó, el cual desempeña de manera honorífica.

## Árbol familiar
|  |                                                |  |  |  |  |  |  |  |  |  |  |  |  |  |  |  |
|  | 16. Álvaro Caamaño Sanjurjo                    |  |  |  |  |  |  |  |  |  |  |  |  |  |  |  |
|  |                                                |  |  |  |  |  |  |  |  |  |  |  |  |  |  |  |
|  |                                                |  |  |  |  |  |  |  |  |  |  |  |  |  |  |  |
|  | 8. César Caamaño Medina                        |  |  |  |  |  |  |  |  |  |  |  |  |  |  |  |
|  |                                                |  |  |  |  |  |  |  |  |  |  |  |  |  |  |  |
|  |                                                |  |  |  |  |  |  |  |  |  |  |  |  |  |  |  |
|  | 17. Josefa Medina Báez                         |  |  |  |  |  |  |  |  |  |  |  |  |  |  |  |
|  |                                                |  |  |  |  |  |  |  |  |  |  |  |  |  |  |  |
|  |                                                |  |  |  |  |  |  |  |  |  |  |  |  |  |  |  |
|  | 4. César Caamaño Mella                         |  |  |  |  |  |  |  |  |  |  |  |  |  |  |  |
|  |                                                |  |  |  |  |  |  |  |  |  |  |  |  |  |  |  |
|  |                                                |  |  |  |  |  |  |  |  |  |  |  |  |  |  |  |
|  | 9. Rafaela Mella                               |  |  |  |  |  |  |  |  |  |  |  |  |  |  |  |
|  |                                                |  |  |  |  |  |  |  |  |  |  |  |  |  |  |  |
|  |                                                |  |  |  |  |  |  |  |  |  |  |  |  |  |  |  |
|  | 2. Claudio Antonio Caamaño Grullón (1951–2016) |  |  |  |  |  |  |  |  |  |  |  |  |  |  |  |
|  |                                                |  |  |  |  |  |  |  |  |  |  |  |  |  |  |  |
|  |                                                |  |  |  |  |  |  |  |  |  |  |  |  |  |  |  |
|  | 5. Antonia Celeste Grullón Morel               |  |  |  |  |  |  |  |  |  |  |  |  |  |  |  |
|  |                                                |  |  |  |  |  |  |  |  |  |  |  |  |  |  |  |
|  |                                                |  |  |  |  |  |  |  |  |  |  |  |  |  |  |  |
|  | 1. Claudio Duarte Caamaño Vélez                |  |  |  |  |  |  |  |  |  |  |  |  |  |  |  |
|  |                                                |  |  |  |  |  |  |  |  |  |  |  |  |  |  |  |
|  |                                                |  |  |  |  |  |  |  |  |  |  |  |  |  |  |  |
|  | 6. Vicente Vélez                               |  |  |  |  |  |  |  |  |  |  |  |  |  |  |  |
|  |                                                |  |  |  |  |  |  |  |  |  |  |  |  |  |  |  |
|  |                                                |  |  |  |  |  |  |  |  |  |  |  |  |  |  |  |
|  | 3. Fabiola Julia Vélez Catrain                 |  |  |  |  |  |  |  |  |  |  |  |  |  |  |  |
|  |                                                |  |  |  |  |  |  |  |  |  |  |  |  |  |  |  |
|  |                                                |  |  |  |  |  |  |  |  |  |  |  |  |  |  |  |
|  | 28. François Catrain Golber                    |  |  |  |  |  |  |  |  |  |  |  |  |  |  |  |
|  |                                                |  |  |  |  |  |  |  |  |  |  |  |  |  |  |  |
|  |                                                |  |  |  |  |  |  |  |  |  |  |  |  |  |  |  |
|  | 14. Francisco José Catrain Menéndez-Tuya       |  |  |  |  |  |  |  |  |  |  |  |  |  |  |  |
|  |                                                |  |  |  |  |  |  |  |  |  |  |  |  |  |  |  |
|  |                                                |  |  |  |  |  |  |  |  |  |  |  |  |  |  |  |
|  | 29. Cleotilde Menéndez-Tuya y Viña             |  |  |  |  |  |  |  |  |  |  |  |  |  |  |  |
|  |                                                |  |  |  |  |  |  |  |  |  |  |  |  |  |  |  |
|  |                                                |  |  |  |  |  |  |  |  |  |  |  |  |  |  |  |
|  | 7. María Estela Catrain Gautier                |  |  |  |  |  |  |  |  |  |  |  |  |  |  |  |
|  |                                                |  |  |  |  |  |  |  |  |  |  |  |  |  |  |  |
|  |                                                |  |  |  |  |  |  |  |  |  |  |  |  |  |  |  |
|  | 30. Pedro María Gautier                        |  |  |  |  |  |  |  |  |  |  |  |  |  |  |  |
|  |                                                |  |  |  |  |  |  |  |  |  |  |  |  |  |  |  |
|  |                                                |  |  |  |  |  |  |  |  |  |  |  |  |  |  |  |
|  | 15. Isabel Julia Gautier Aristazábal           |  |  |  |  |  |  |  |  |  |  |  |  |  |  |  |
|  |                                                |  |  |  |  |  |  |  |  |  |  |  |  |  |  |  |
|  |                                                |  |  |  |  |  |  |  |  |  |  |  |  |  |  |  |
|  | 31. Josefa María Aristizábal Tejeda            |  |  |  |  |  |  |  |  |  |  |  |  |  |  |  |
|  |                                                |  |  |  |  |  |  |  |  |  |  |  |  |  |  |  |
|  |                                                |  |  |  |  |  |  |  |  |  |  |  |  |  |  |  |